# Nilssonia (växtsläkte)
Nilssonia är ett släkte av kottepalmer från mesozoikum, av Adolphe-Théodore Brongniart uppkallat efter Sven Nilsson och först upptäckt i Hörsandstenen i Skåne.
Nilssonia var under rät och jura utbrett över hela jorden. Nilssonia polymorpha förekommer i de rätiska lagren mellan Hälsingborg och Sofiero, Nilssoniana brevis i Hörsandstenen. Endast bladen är kända, de är smala, jämnbreda och regelbundet delade och flikade, ända upp till 50 centimeter långa.